# Skiboarding
Skiboarding – sport zimowy łączący elementy łyżwiarstwa, snowboardingu i narciarstwa. Narty skiboardowe mają zazwyczaj od 80 do 120 cm długości i są szersze niż tradycyjne narty. Dodatkowo mają też wiązania, które nie pozwalają na samoczynne wypięcie się buta (podobnie jak w desce snowboardowej; obecnie można jednak znaleźć na rynku narty skiboardowe pozwalające na wypięcie się buta).
W sporcie tym, podobnie jak w skokach narciarskich, nie są używane kijki.

## Historia

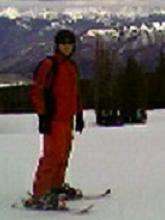
Skiboarder

Pierwszy prototyp nowoczesnego skiboardu to Atomic Glider (później nazwany Figl), 63,5-centymetrowa narta bez wiązań, zaprojektowana w 1982, mieszcząca się w plecaku i sprzedawana pierwotnie w Kolorado. Ok. 1990, austriacka firma Kneissl wprowadziła BigFoot, 65-centymetrową nartę posiadającą wiązania. Niektórzy uważają BigFoot za pierwsze, masowo produkowane narty skiboardowe. Kolejnymi były MicroSki, stworzone przez Kenta Keiswiellera w 1992.
W latach 1993–1996 kilka firm produkowało takie narty już jako skiboardy (były to m.in. Canon, Line, GrooveUSA, Klimax i Powder Company). W 1997 francuska firma Salomon, w odpowiedzi na rosnącą popularność nart skiboardowych, wypuściła na rynek swoją wersję, zwaną Snowblade (ang. śnieżne ostrze). Niedługo później wiele innych większych firm zaczęło produkować skiboardy.
Skiboarding został zastąpiony na X Games przez narciarstwo. Profesjonalni skiboarderzy nie mieli więc już pola do współzawodnictwa. Kilku skiboarderów, m.in. Mike Nick, Iannick B. i Nicky Adams przeszło więc na narciarstwo dowolne. Brak profesjonalnych zawodników spowodował w 2001 zmniejszenie zainteresowania tym sportem.
Od tej pory skiboarding miał stałą liczbę zwolenników. Niektóre elementy skiboardingu są prostsze do przyswojenia niż w narciarstwie, więc wiele osób bez doświadczenia w sportach zimowych wykorzystuje narty skiboardowe jako prosty sposób zjazdu i narzędzie do nauki narciarstwa. Dzięki mniejszej długości nart, skręcanie na skiboardzie jest ułatwione, ale trudniej zachować równowagę.
W 2004 Bentfilms wypuściło White Dwarf - film ukazujący możliwości techniczne skiboardingu i umiejętności wielu nowych narciarzy.
W 2007 skiboarderzy z całego świata zjechali się do Predeal w Rumunii na pierwsze zawody Pucharu Świata w skiboardingu. Odbyły się trzy konkurencje freesyle'owe (Rail Jam, Big Air i Slopestyle) i zjazdowe (Skiboard Cross, Fakie Downhill i Chinese Downhill). Głównym organizatorem tych zawodów była Światowa Organizacja Skiboardu.